# Вотертаун (Масачусетс)
Вотертаун (енгл. Watertown) град је у америчкој савезној држави Масачусетс. По попису становништва из 2010. у њему је живело 31.915 становника.

## Демографија
Према попису становништва из 2010. у граду је живело 31.915 становника, што је 1.071 (3,2%) становника мање него 2000. године.
| Група             | 2000.          | 2010.          |
| Белци             | 29.591 (89,7%) | 26.065 (81,7%) |
| Афроамериканци    | 572 (1,7%)     | 950 (3,0%)     |
| Азијати           | 1.276 (3,9%)   | 2.304 (7,2%)   |
| Хиспаноамериканци | 883 (2,7%)     | 1.688 (5,3%)   |
| Укупно            | 32.986         | 31.915         |